# Staurochilus luchuensis
Staurochilus luchuensis là một loài thực vật có hoa trong họ Lan. Loài này được (Rolfe) Fukuy. miêu tả khoa học đầu tiên năm 1942.

## Hình ảnh

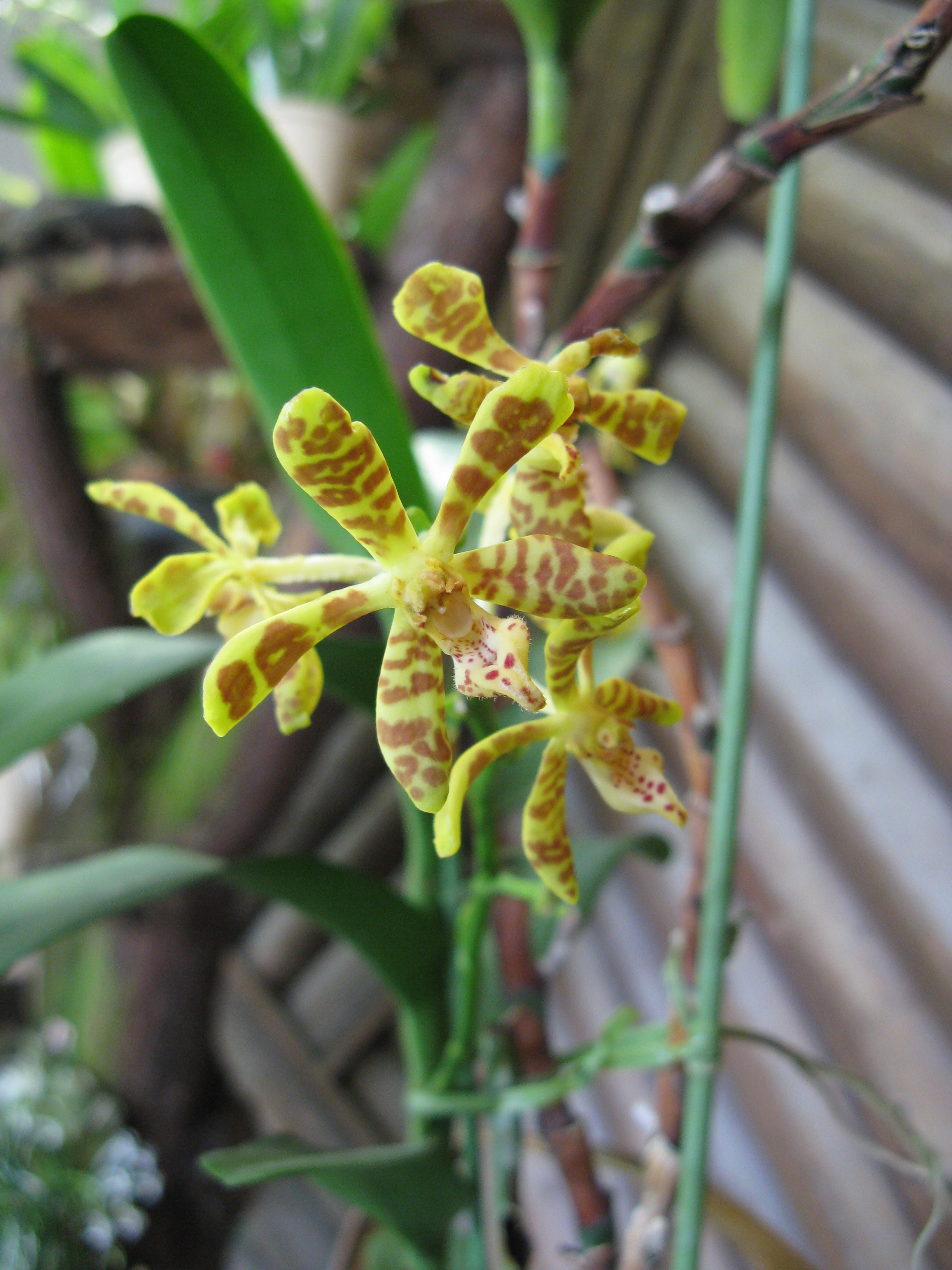